# فاصله در گراف

فاصله دو راس: کمینه تعداد یالهایی که باید طی شود تا از راس i به راس j برویم را فاصله i و j گویند و با (D(i,j نشان می‌دهند.
برای مثال فاصله ۱ و ۳در گراف فوق ۲ است.
خروج از مرکز راس i: به فاصله i از دورترین راس نسبت به i خروج از مرکز i گویند. خروج از مرکز i را با (ecc(i نمایش می‌دهند
قطر گراف: به بزرگترین خروج از مرکز راس‌های گراف قطر گراف گویند.
شعاع گراف: به کوچکترین خروج از مرکز رئوس گراف شعاع گراف گویند.